# Melecta diacantha
Melecta diacantha is een vliesvleugelig insect uit de familie van de bijen en hommels (Apidae). De wetenschappelijke naam van de soort werd voor het eerst geldig gepubliceerd in 1852 door Eduard Friedrich Eversmann.